# Parque nacional del Paraíso Eslovaco
El Parque nacional del Paraíso Eslovaco (en eslovaco: Národný park Slovenský raj) es uno de los nueve parques nacionales de Eslovaquia, situado en el este de este país. El parque nacional protege el área de la cordillera del Paraíso Eslovaco, que se encuentra en el norte de las montañas de Slovenské Rudohorie (Montes Metálicos de Eslovaquia). Tiene una gran biodiversidad. Es rica en árboles como el pino, abeto, cedro, roble, etc.
El parque nacional tiene una superficie de 197,63 kilómetros cuadrados (76,3 millas cuadradas), y una zona de amortiguamiento alrededor del parque abarca una superficie de 130,11 kilómetros cuadrados (50,2 millas cuadrados); lo que representa 327,74 kilómetros cuadrados en total.
En la parte norte limita con la ciudad de Spisska Nova Ves. Alguno de sus puntos más interesantes son el lago de Dedinky, la cueva del hielo, y el bosque lluvioso.
Está a unos 30 min de las montañas Tatra.